# Fredrik Petersen
Fredrik Raahauge Petersen (Ystad, Švedska, 27. kolovoza 1983.) je švedski rukometaš i nacionalni reprezentativac. Igra na poziciji lijevog krila te je trenutno član njemačkog bundesligaša Füchse Berlina.
Najveći uspjeh sa seniorskom reprezentacijom je ostvaren na Olimpijadi u Londonu 2012. kada je Švedska osvojila olimpijsko srebro.

## Vanjske poveznice
- Profil rukometaša na web stranici EHF Lige prvaka